# Johann Thaddäus Peithner
Johann Thaddäus Peithner, teljes nevén Johann Thaddäus Anton Peithner von Lichtenfels (Boží Dar, németül Gottesgab, 1727. április 8. – Bécs, 1792. június 22.) csehországi születésű német bányajogász, tanár.

## Munkássága
Peithner családja Tirolból származik, a harmincéves háború során telepedett le Csehországban. Nagyapja, Johann Christian Peithner, Goldenhöhe (ma Zlatý Kopec, Boží Dar része) városbírója volt, apja és bátyja a bányászat területén tevékenykedett: apja, Johann Christian Peithner, a szomszédos Gottesgab településen bányajegyző, bátyja, Joseph Wenzel Peithner a Sankt Joachimsthal-i bányánál vezető bányatiszt volt.
A schlackenwerthi piarista kolostorban folytatott tanulmányai után bölcseletet, filozófiát és jogot tanult a prágai egyetemen, majd a doktorátust szerzett. Ezt követően kincstári alkalmazott lett, Prágában a csehországi legfelső bányászati és pénzverészeti hivatal levéltárosaként a hivatal hatalmas iratanyagának rendezésével foglalkozott. 1761–1762 telén javaslatot nyújtott be az udvari kamarához a felsőfokú bányászati–kohászati képzés megszervezése tárgyában („Szerény gondolatok a bányászati-kohászati tudományok elméleti stúdiumának a cseh királyságban való bevezetéséről”). Javaslata alapján Mária Terézia bányászati–bányajogi tanszéket létesített a prágai egyetemen, amelynek ő lett a tanára. 1735-től ekkor már működött Selmecbányán a bányászati-kohászati tanintézet (Bergschule, Berg Schola), amely kétéves képzési idővel szakképzett bányászati–kohászati ismeretekkel rendelkező műszaki szakembereket bocsátott ki. A kamara szerencsésebbnek tartotta, hogy a felsőfokú képzés Selmecbányára kerüljön, felváltva a Bergschule képzését. Az elképzelést Mária Terézia 1762. október 22-én hagyta jóvá, és a Bergakademie (Academia Monastica) 1763-ban kezdte meg működését. Első professzora Nikolaus Jacquin volt, akihez a későbbiekben Nikolaus Poda, Christoph Traugott Delius csatlakozott. Peithner 1772-ben érkezett a Selmeci Akadémiára, ahol a bányamûvelés–bányamérés–bányagéptan tanszék tanára lett, és odahelyezése után azonnal beadvánnyal fordult az udvari kamarához egy színvonalas és szakszerű akadémiai könyvtár felállítása ügyében. Erre a célra felajánlotta 1392 műből álló saját könyvtárát, amit a kamara 4000 forintért vásárolt meg az intézmény számára. A Peithner-gyűjteményből kerültek a könyvgyűjteménybe – többek között – a következő művek: Agricola: De re metallica (első német nyelvű (1557) és egy latin nyelvű (1657) kiadás), Conrad Gessner: De omni rerum fossilium genere (gyűjteményes munka, 1565), Leonhard Thurneysser: Magna alchymia (1587), Ubaldo: Mecanicorum Liber (1615), Sebastian Span: Sechshundert Berg-Urthel (gyűjteményes munka, 1636), Gottfried Heinrich Grummerts: Beyträge zum Wachsthum der Natur- und Grössenlehre (1747) stb., valamint számos kézirat. Ezek a művek is megtalálhatók a Miskolci Egyetem könyvtárában található Selmeci Műemlékkönyvtárban. A könyvtárral együtt megvásárolták Peithner mintegy 2000 darabból álló ásványgyűjteményét is. Peithner 1777-ig volt az akadémia professzora, ezután a bécsi bányászati és pénzverészeti udvari kamara udvari tanácsosa, majd 1791-től a birodalom bányászatának-kohászatának főfelügyelője lett. 1792. június 22-én hunyt el Bécsben.

## Művei
- Erste Gründe der Bergerkswissenschaften aus denen Physisch-Metallurgischen Vorlesungen. Prága, 1770
- Zweite Ablandlung über die Mineralogie in tabellarischner Ordung vorgestellt. Prága, 1770
- Grundriss Sammentlieher Metallurgischer Wissenschaften. Prága, 1768
- Versuch über die natürlische und politische Geschichte der böhmischen und mährischen Bergwerke. Bécs, 1780